# Groupe de La Hoguette
Le groupe de La Hoguette (ou culture de La Hoguette) est une culture archéologique caractérisée par des vestiges du premier Néolithique en Europe Centrale. C’est l’archéologue Christian Jeunesse qui, en 1983, a suggéré le nom du site archéologique de La Hoguette (Calvados) pour caractériser l'unité temporelle et matérielle de plusieurs sites néolithiques d’Europe. Le site de La Hoguette marque d'ailleurs l'extension extrême-ouest de cette culture (dans l'état des connaissances actuelles). Les hommes de La Hoguette, dont les vestiges, datés au carbone 14, remonteraient à 5800-5500 av. J.-C., sont les précurseurs de la céramique en Europe centrale. On trouve trace des spécificités des céramiques de La Hoguette jusqu'à la fin de la culture rubanée.

## Expansion géographique
Le groupe de La Hoguette est contemporain de l’expansion de l’agriculture dans l’ouest de l’Europe : tandis que la culture rubanée, nettement influencée par l’agriculture, se répandait sur l’Égée et les Balkans, les éleveurs de La Hoguette colonisaient l’Afrique du Nord et la Méditerranée Occidentale.
En Europe continentale, le groupe de La Hoguette se manifeste surtout dans les plaines de Moselle et du Rhin. Plus à l'ouest, on ne trouve que deux sites archéologiques en vallée de Meuse et le site éponyme du Calvados (ouest de l’estuaire de la Seine). La Grotte du Gardon (dans l’Ain, au nord de Lyon) en marque pour l'instant la limite méridionale et le cours de la Lippe, la limite nord. Les fouilles les plus éloignées en direction de l'est se trouvent en Franconie. 
La concentration des vestiges dans la zone de recouvrement avec l'aire de la culture rubanée n'est sans doute pas représentative de la zone d'influence réelle, car les hommes de La Hoguette n'avaient apparemment pas l'habitude d'enterrer leurs morts ; or les tessons de poteries, lorsqu'ils restent exposés à l'air, se dégradent assez vite : on ne les retrouve qu'à l'abri de grottes (comme par exemple dans la Grotte du Gardon ou celle de Bavans), sous un mégalithe plus récent (comme ce fut le cas à La Hoguette) ou enfouis dans une anfractuosité (cas de Liestal, Cannstatt). L'absence de vestiges en surface différencie nettement l'art céramique des hommes de La Hoguette et des Hommes de Limbourg de la céramique de la culture rubanée. Certains tessons de l'industrie de La Hoguette ont été retrouvés dans des sépultures de la culture rubanée, où ils ont traversé les millénaires : cela implique un contact direct entre ces deux cultures, ou une réoccupation tardive des campements de La Hoguette par des Hommes du Rubané. Tandis que sur la rive gauche du Rhin, les poteries de La Hoguette sont plutôt mêlées à des tessons du Rubané récent ou seules, dans la partie est du domaine d'influence, elles sont presque toujours associées à du Rubané stylisé plus ancien.

## Culture matérielle
Des Hommes de La Hoguette, on ne sait presque rien en dehors de leur art céramique, dont les couleurs, l'ornementation et les formes sont nettement distinctes des poteries de la culture rubanée : décoration au poinçon en bandes ou guirlandes, accompagnée parfois de motifs estampés. On trouve une décoration au poinçon analogue (mais sans les estampages) dans la céramique cardiale de Méditerranée occidentale ; cependant seuls les vestiges difficilement datables de Leucate-Corrège (Languedoc) présentent des motifs à lignes aussi parfaitement parallèles. Autre singularité, l'emploi de collagène osseux pour durcir la céramique, que l'on retrouve dans les civilisations postérieures du groupe de Limbourg, du groupe de Blicquy et du groupe de Villeneuve-Saint-Germain. La stabilisation au collagène est une technique que l'on ne retrouve dans l'espace ouest-méditerranéen que dans des groupes isolés. L'hypothèse d'une influence culturelle des Hommes de la céramique cardiale sur le groupe de La Hoguette, impliquant une origine ouest-méditerranéenne et une pénétration précoce d'idées, de techniques ou de groupes isolés, dans la vallée du Rhône, est très plausible.
L’industrie lithique est attestée par les pointes de flèche triangulaires retrouvées à Bruchenbrücken et Cannstatt. Les lames en éclats de silex effilées à l'arrière, lisses et sans facettes renvoient à certaines traditions mésolithiques que l'on retrouve en Suisse et en Provence.

## Sites témoins
Si pour l'instant les céramiques de La Hoguette ont été le plus souvent retrouvées sur les mêmes sites que les plus vieilles colonies de la civilisation du Rubané, elles coexistent parfois sur des sites du Rubané tardif, mais qui tous se trouvent aux marches ouest de cette culture. Quant aux quelques sites archéologiques où la céramique de La Hoguette a été trouvée seule, les voici :
- Le site éponyme de La Hoguette dans le Calvados,
- Anröchte, en Allemagne,
- Liestal-Hurlistrasse, Suisse (tessons et longues haches arrondies),
- Grotte du Gardon, dans l’Ain,
- Site archéologique de Wilhelma à Stuttgart-Bad Cannstatt[6]
- Sweikhuizen dans le Limbourg, aux Pays-Bas

Un récipient ovoïde très altéré du groupe de La Hoguette, provenant de Dautenheim (arrondissement d'Alzey-Worms), est conservé et exposé au musée d’Alzey, avec des vestiges de cinq autres récipients tirés d'un sépulture néolithique dans des circonstances mal éclaircies.
Parmi les autres sites, citons Assenheim, Friedberg-Bruchenbrücken, Goddelau, Gerlingen, Nackenheim.

## Sépultures
On ne dispose à l'heure actuelle encore d'aucune sépulture ni d'aucun squelette de cette civilisation ; mais les datations récentes effectuées sur les crânes retrouvés dans la grotte de Hohlenstein dans la vallée de la Lone (aux environs d’Asselfingen, nord-est d’Ulm), montrent que les victimes ont dû s'établir dans la région au tout début de la phase de Néolithisation. Le crâne d’un homme âgé entre 20 et 30 ans, celui d'une femme de 20 ans et celui (encore non-suturé) d'un enfant de 4 ans, remontant à 7800 ans BP, montrent que ces individus ont été décapités. Les deux adultes portent des marques de coups de massue portés à l’os temporal. L'enfant a été tué d'un coup porté à la nuque. La datation seule ne permet pas de décider si ces crânes sont ceux de chasseurs-cueilleurs mésolithiques ou ceux d’individus du groupe de La Hoguette.

## Échanges
Des vestiges trouvés à Wilhelma (Stuttgart) attestent de la pratique de la domestication, et l'acclimatation du pavot somnifère des pays méditerranéens à l'Europe de l'Ouest est peut-être même l’œuvre des hommes de La Hoguette : on s'est aperçu il y a des décennies que le pavot, originaire de l'ouest-Méditerranéen, n'a été répandu que dans la zone ouest de l'aire d'influence de la culture rubanée. Or si, encore en 1982, on se demandait comment des graines de pavot d’Espagne ou du Midi de la France étaient parvenues en Rhénanie, on dispose désormais avec la culture de La Hoguette d'une hypothèse crédible quant à l’identité des « porteurs. » 
Plusieurs chercheurs ont cru voir une coïncidence chronologique entre l'apparition de l'art céramique de La Hoguette avec l’empreinte humaine primitive sur la flore ; mais des expertises botaniques et des analyses de pollen montrent que les populations du nord des Alpes ont commencé à défricher la forêt avant l'apparition de la céramique rubanée et les premières cultures néolithiques. Il est certain que le processus d'artificialisation remonte, comme l'indiquent des vestiges trouvés à Wallisellen dans les environs de Zürich (Suisse), non aux premières manifestations de la culture de La Hoguette (en Europe centrale), mais au moins à 6900 av. J.-C. ce qui signifie que, 1500 ans avant l'expansion de l'agriculture en Europe et même 1000 ans avant les balbutiements de la culture de la céramique cardiale dans le Midi de la France, les principes de la culture des plantes étaient connus au moins en Europe centrale. Comment et par quelles routes ces connaissances ont cheminé du Proche-Orient au nord des Alpes, cela demeure une énigme.

## Culture du Rubané, La Hoguette et le groupe du Limbourg
À l'est de son domaine d'expansion (Haute vallée du Rhin, Rhénanie, bassin moyen du Neckar, massif du Jura et Franconie), la céramique de La Hoguette est le plus souvent retrouvée associée à des spécimens du Rubané primitif. Les débats se poursuivent toujours entre ceux qui voient dans les Hommes de La Hoguette un groupe venu du sud-ouest de l'Europe (thèse culturelle-historique) et ceux qui ne considèrent les vestiges que comme la manifestation d'un style artisanal concurrent au sein d'une même société d’hommes. L'état actuel des recherches montre en tout cas qu'il y a bien là trace d'un contact entre deux cultures. Indépendamment de l'association fréquente des deux types de céramiques, que les différences régionales de conditions de  conservation peuvent d'ailleurs expliquer, les sites les plus anciens de la céramique rubanée : Goddelau, Bruchenbrücken et Zilgendorf, sont aussi ceux où l'on trouve les plus anciennes imitations de motifs décoratifs du style de La Hoguette, ou des céramiques de La Hoguette sans décoration (comme à Friedberg-Bruchenbrücken), et on pourrait même y voir une influence directe de la céramique rubanée sur les potiers de La Hoguette. Enfin, l'effacement relativement rapide de la culture de La Hoguette à l'est peut s'interpréter comme une suprématie technique des hommes du style rubané, dont on pense qu'ils utilisaient déjà le bœuf et l'araire ; mais alors il faudrait expliquer comment le groupe de La Hoguette a pu se maintenir ponctuellement plus à l'ouest, et cela jusqu'à la fin de la culture Rubanée.
Il est difficile d'apprécier les liens entre le groupe de La Hoguette et le groupe du Limbourg, qui (même s'il en est moins influencé) reprend comme La Hoguette des traits de la culture de la céramique cardiale. Le principal site archéologique du groupe du Limbourg se trouve dans la zone nord-ouest des territoires occupés par les hommes de La Hoguette, à Sweikhuizen. Comme la céramique du Limbourg ne se retrouve qu'à l'ouest du Rhin, dans une période qui va du Rubané primitif au Rubané récent, on se demande depuis quelque temps s'il faut plutôt y voir une résurgence locale de la culture de La Hoguette, ou un groupe autonome de la céramique épicardiale. Il semble pour l'instant que le groupe de Limbourg ait constitué une culture séparée, comme le suggère l'expansion de la technique de la lame taillée en biseau ; dès la naissance du Mésolithique, en effet, une bipolarité se reconnaît en Europe centrale à la direction du biseau des lames, dextrogyre dans l'espace de la culture du Limbourg, et lévogyre dans l'espace géographique de La Hoguette. 
Les liens entre la culture de La Hoguette et la culture cardiale qui s'était épanouie dans l'ouest de la Méditerranée expliquent sans doute certains motifs exotiques (étrangers à la plaine de Danube, son domaine d'expansion propre) de la céramique rubanée. On observe vers la fin de la céramique rubanée une multiplication de ces motifs qui suggère qu'une influence méditerranéenne a fini par la supplanter, ce que la diffusion des motifs à poinçon sur les poteries illustre parfaitement.
De façon plus suggestive, l'apparition au milieu du néolithique de successeurs au Rubané récent du bassin parisien, avec la culture de Cerny, la culture de Blicquy et le groupe de Villeneuve-Saint-Germain (VSG), donne à penser qu'il s'est produit une synthèse entre les techniques de la céramique cardiale, de la céramique rubanée et de la culture de Limbourg. L'accumulation de vestiges témoigne que les populations du premier néolithique en Europe centrale commerçaient beaucoup.